# Hjalmar Schildt
Carl Hjalmar Fabian Schildt, född 18 november 1849 i Heinola, död 7 maj 1925 i Helsingfors, var en finländsk köpman. 

## Biografi
Hjalmar Schildt var son till rektorn Hannibal Schildt och Ida Eleonora Ottelin. Han föddes därmed in i en adlig släkt. Modern tillhörde prästsläkten Ottelin och mormodern adliga ätten Wallenstierna.
Schildt blev student 1868 och grundade 1877 tillsammans med svågern Mauritz Hallberg handels- och industrifirman Schildt & Hallberg, där han 1917 blev direktionens ordförande. Han var dansk generalkonsul 1908–18 och ledamot av Förstärkta järnvägsstyrelsen 1910–16, ordförande i Nordiska Aktiebankens förvaltningsråd 1915–19, i Nordiska Föreningsbankens från 1919, i Helsingfors handelsfullmäktige från 1890 och i Finlands handelsfullmäktiges centralutskott 1898–1919. I många år tillhörde han stadsfullmäktige och deltog som medlem av adeln i alla lantdagar från 1877.
Han var gift med Mauritz Hallbergs syster Hilma Maria Charlotta Hallberg och farbror till Runar och Holger Schildt.